# Najm ad-Din Ajjoeb

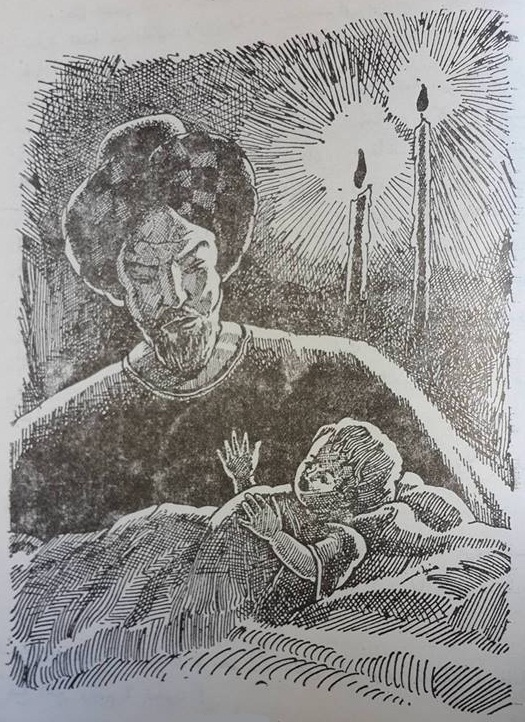
Presentatie Najm ad-Din Ajjoebs met zijn kind Saladin in een tekening (1966)

al-Malik al-Afdal Najm ad-Din Ayyub ibn Shadhi ibn Marawan (Arabisch: الملك ألأفضل نجم الدين أيوب بن شاﺬي بن مروان) (overleden 9 augustus 1173) was de Koerdische gouverneur van de Armeense stad Dvin in dienst van de Turkse Seltsjoeken, en de vader van Salah ad-Din Yoessoef bin Ajjoeb (Saladin).  De Nederlandse schrijfwijze is Ajjoeb, wat in de Koran staat voor de persoon van Job.

## Levensloop
Ajjoeb was de zoon van Shadhi ibn Marwan, een regionale leider en de broer van Shirkuh. De familie hoorde bij de stam Rawadid, maar stamde af van de Hadhabani stam. Daarnaast hadden ze ook sterke banden met de shaddadid-dynastie. Toen de laatste Shaddadid werd afgezet in Dvin (1130), verhuisde Shadhi zijn familie eerst naar Baghdad en daarna naar Tikrit, waar hij werd aangewezen als gouverneur door de regionale administrateur Bihruz. Ajjoeb volgde zijn vader op als gouverneur van Tikrit, toen Shadhi vlak na zijn benoeming overleed.
In 1132 was Ajjoeb in dienst van Zengi en nam deel aan de oorlog tegen de Seltsjoekse sultan bij Tikrit. Najm ad-Din redde Zengi's leven toen hij hem hielp vluchten over de rivier de Tigris. In 1136 doodde Shirkuh een christen, waarmee hij ruzie had in Tikrit. Dit zorgde ervoor dat de broers werden verbannen en het verhaal gaat dat Ajjoebs zoon Joesoef (Yusuf), later bekend als Saladin, de nacht dat ze vertrokken geboren werd. Zengi stelde Ajjoeb aan als gouverneur van Baalbek, maar toen deze stad belegerd werd in 1146 door Mu'in ad-Din Unur, gaf Ajjoeb de stad op en trok zich terug naar Damascus. Intussen was Shirkuh in dienst getreden bij Zengi's zoon, Nur ad-Din, die plannen had voor Damascus. Toen tijdens de Tweede Kruistocht de stad belegerd werd, in 1148, dwong Nur ad-Din Mu'in ad-Din en de Burids tot een alliantie. Vlak daarna eiste Nur ad-Din de stad op, waarop Ajjoeb en Shirkuh de onderhandelingen van de overgave op zich namen in 1154. Ajjoeb bleef gouverneur van Damascus onder Nur ad-Dins leiding. Hij had een groot aanzien en daardoor was hij een van de weinige ambtenaren die hun post mochten behouden onder Nur ad-Din.
Ajjoebs zoon Saladin trad ook in dienst bij Nur ad-Din en werd naar Egypte gestuurd, om in Nur ad-Dins naam de macht over te nemen tijdens de gezamenlijke invasies van kruisvaarders en Byzantijnen. In 1170 voegde Ajjoeb zich bij hem in Egypte, mogelijk uitgenodigd door Saladin zelf of gestuurd door Nur ad-Din, om hem te overtuigen om de laatste kalief van de Fatimiden af te zetten. Saladin bood hem een hoge plaats in het leger aan, maar hij weigerde en kreeg in plaats daarvan de steden Alexandrië, Damietta en Al Buhayrah. Steeds meer familieleden kwamen naar Egypte om zich bij Saladin te voegen en Nur ad-Din vertrouwde Saladin en zijn familie niet meer. Hij dacht, terecht naar bleek, dat ze tegen hem samenspanden. Ajjoeb steunde Nur ad-Din publiekelijk, maar heimelijk waarschuwde hij zijn zoon, dat Nur ad-Din nooit Egypte van hem af mocht nemen.

### Overlijden
Najm ad-Din raakte gewond bij een ongeluk met paardrijden op 31 juli 1173 en stierf op 9 augustus. Zijn dood verergerde de spanning tussen Saladin en Nur ad-Din. Nur ad-Din had Saladin gevraagd om steun voor een expeditie tegen het koninkrijk Jeruzalem, maar Saladin keerde terug naar huis, toen hij hoorde van zijn vaders dood. De verwachte oorlog tussen Nur ad-Din en Saladin kwam niet, want Nur ad-Din stierf het jaar daarop en Saladin nam de controle over van heel Egypte en Syrië.
Volgens Baha ad-Din was Ajjoeb "Een nobele, vrijgevige man met een uitstekend karakter." Hij hield daarnaast ook erg van polo. Ibn al-Qalanisi noemde hem "een man van resolutie, intelligentie en kennis van zaken", die Baalbek overgaf aan een superieure tegenstander in ruil voor beloningen en eer.
Zijn familienaam was Ajjoeb, waarvan de naam van de dynastie van de Ajjoebiden is afgeleid door Saladin en zijn opvolgers. Najm ad-Din is een eervolle naam die staat voor "Ster van het Geloof".

## Familie en kinderen
Ajjoeb had verschillende kinderen van onbekende vrouwen:
- Nur ad-Din Shahanshah (overleden 1148)
- Salah ad-Din Yoesoef (1137-1193)
- al-Malik al-Adil Sayf ad-Din Aboe Bakr Ahmad (1145-1218)
- al-Malik al-Mu'azzam Shams ad-Dawla Turanshah (overleden 1181)
- Taj al-Muluk Abu Sa'id Buri (overleden 1184)
- al-Malik al-'Aziz Sayf al-Islam Tughtekin (overleden 1197)
- Onbekend zijn de dochters